# Козлов, Анатолий Григорьевич
Анато́лий Григо́рьевич Козло́в (14 августа 1925, Котельничский уезд, Вятская губерния — 5 августа 1984, Свердловск) — советский историк-архивист и педагог, доктор исторических наук (1972), профессор (1975).

## Биография
Родился 14 августа 1925 года в деревне Гущинской Котельнического уезда Вятской губернии.
С 1941 по 1943 годы в период Великой Отечественной войны работал на Свердловском оборонном заводе. С 1 января 1943 года, в возрасте семнадцати лет, был призван в ряды Рабоче-Крестьянской Красной армии и направлен в действующую армию на фронт. Участник Великой Отечественной войны в составе 44-го стрелкового полка 42-й стрелковой дивизии 33-й армии — ефрейтор, телефонист роты связи. Воевал на 2-м Белорусском фронте. За участие в войне и проявленном при этом мужестве и отвагу был награждён Медалью «За отвагу» и Орденом Красной Звезды.
С 1951 по 1956 годы проходил обучение на историческом факультете Уральского государственного университета. С 1956 по 1962 годы работал в должности научного сотрудника архивного отдела Свердловского областного исполнительного комитета Совета народных депутатов.
С 1962 года на педагогической работе в Уральском государственном университете, с 1962 по 1966 годы — старший преподаватель, с 1966 года — доцент, с 1974 по 1975 годы — заведующий кафедрой архивоведения, А. Г. Козлов был организатором историко-архивной специальности в УрГУ. С 1975 по 1984 годы, в течение девяти лет был — заведующим кафедрой истории КПСС и политической экономии Свердловского архитектурного института.
В 1962 году защитил диссертацию на соискание учёной степени кандидата исторических наук на тему: «История казенной промышленности Урала в 1796—1912 гг.», в 1972 году — доктор исторических наук на тему: «Казенная горнозаводская мануфактура в XVII — начале XIX в.», в 1975 году присвоено учёное звание — профессор.
Автор около пятисот научных и историко-краеведческих работ и около трёх монографий. Помимо основной деятельностью занимался и общественной работой: был одним из тех кто способствовал организации Музея по проблемам истории и перспективам развития архитектуры Урала, был членом совета Свердловского областного отделения Общества охраны памятников истории.
Скончался 5 августа 1984 года в Свердловске. Похоронен на Нижне-Исетском кладбище.

## Награды
Основной источник:
- Орден Красной Звезды (06.08.1944)
- Медаль «За отвагу» (07.05.1944)
- Медаль «За победу над Германией в Великой Отечественной войне 1941—1945 гг.»
- Медаль имени Н. К. Чупина[3][4][5]